# Championnats d'Asie d'escrime 2008
 (novembre 2021).
Si vous disposez d'ouvrages ou d'articles de référence ou si vous connaissez des sites web de qualité traitant du thème abordé ici, merci de compléter l'article en donnant les références utiles à sa vérifiabilité et en les liant à la section « Notes et références ».
Navigation
Édition précédente Édition suivante
Les 12es championnats d'Asie d'escrime se déroulent à Bangkok en Thaïlande du 24 au 29 avril 2008.

## Médaillés
| Épreuves                               | Or                                                                      | Argent           | Bronze                                                                             |
| -------------------------------------- | ----------------------------------------------------------------------- | ---------------- | ---------------------------------------------------------------------------------- |
| Épée                                   |                                                                         |                  |                                                                                    |
| Hommes individuel résultats détaillés  | Kim Won-jin                                                             | Elmir Alimzhanov | Li Guojie Mohammad Rezaei Tadi                                                     |
| Hommes par équipes résultats détaillés | Corée du Sud- Jung Jin-sun - Kim Seung-gu - Kim Won-jin - Ju Hyun-seung | Kazakhstan       | Chine                                                                              |
| Femmes individuel résultats détaillés  | Li Na                                                                   | Luo Xiaojuan     | Amber Parkinson Zhang Li                                                           |
| Femmes par équipes résultats détaillés | Chine                                                                   | Japon            | Hong Kong- Bjork Cheng - Yeung Chui Ling - Cheung Sik Lui - Sabrina Lui            |
| Fleuret                                |                                                                         |                  |                                                                                    |
| Hommes individuel résultats détaillés  | Yūki Ōta                                                                | Zhu Jun          | Lei Sheng Zhang Liangliang                                                         |
| Hommes par équipes résultats détaillés | Chine                                                                   | Japon            | Corée du Sud Hong Kong- Cheung Siu Lun - Chu Wing Hong - Lau Kwok Kin - Kevin Ngan |
| Femmes individuel résultats détaillés  | Chieko Sugawara                                                         | Sun Chao         | Su Wan Wen Huang Jialing                                                           |
| Femmes par équipes résultats détaillés | Chine                                                                   | Japon            | Kazakhstan Hong Kong- Cheung Yin Yi - Liu Yan Wai - Lin Po Heung - To Pui Yin      |
| Sabre                                  |                                                                         |                  |                                                                                    |
| Hommes individuel résultats détaillés  | Zhong Man                                                               | Zhou Hanming     | Wiradech Kothny Oh Eun-seok                                                        |
| Hommes par équipes résultats détaillés | Chine                                                                   | Corée du Sud     | Iran Hong Kong- Lam Hin Chung - Lok Ka Fai - Low Ho Tin - Tse Yu Ming              |
| Femmes individuel résultats détaillés  | Tan Xue                                                                 | Huang Haiyang    | Lee Shin-mi Madoka Hisagae                                                         |
| Femmes par équipes résultats détaillés | Chine                                                                   | Corée du Sud     | Japon Hong Kong- Catherine Au Yeung - Chow Tsz Ki - Lam Hin Wai - Yu Qunli         |

## Tableau des médailles
| Rang  | Nation       | Or | Argent | Bronze | Total |
| ----- | ------------ | -- | ------ | ------ | ----- |
| 1     | Chine        | 8  | 5      | 7      | 20    |
| 2     | Japon        | 2  | 3      | 2      | 7     |
| 3     | Corée du Sud | 2  | 2      | 3      | 7     |
| 4     | Kazakhstan   | 0  | 2      | 1      | 3     |
| 5     | Iran         | 0  | 0      | 2      | 2     |
| 6     | Australie    | 0  | 0      | 1      | 1     |
| 6     | Hong Kong    | 0  | 0      | 1      | 1     |
| 6     | Thaïlande    | 0  | 0      | 1      | 1     |
| Total | Total        | 12 | 12     | 18     | 42    |